# دعم الطاقة في الولايات المتحدة

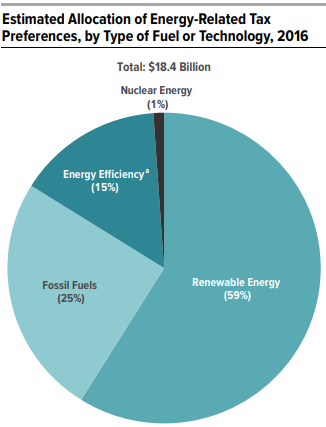
قدر مكتب الميزانية في الكونجرس تخصيص التفضيلات الضريبية المتعلقة بالطاقة ، حسب نوع الوقود أو التكنولوجيا ، 2016

دعم الطاقة هو مدفوعات حكومية تجعل سعر الطاقة أقل من سعر السوق للمستهلكين أو أعلى من سعر السوق للمنتجين. هذه الإعانات هي جزء من سياسة الطاقة للولايات المتحدة.
وفقًا لشهادة مكتب الميزانية في الكونجرس في عام 2016، تم توجيه ما يقدر بـ 10.9 مليار دولار من التفضيلات الضريبية نحو الطاقة المتجددة، وذهب 4.6 مليار دولار للوقود الأحفوري، و 2.7 مليار دولار مخصصة لكفاءة الطاقة أو نقل الكهرباء.
وفقًا لتقدير عام 2015 من قبل إدارة أوباما، استفادت صناعة النفط الأمريكية من الإعانات بنحو 4.6 مليار دولار سنويًا. قدرت دراسة أجراها باحثون في معهد ستوكهولم للبيئة عام 2017 ونُشرت في مجلة Nature Energy أن «التفضيلات الضريبية والإعانات الأخرى تدفع ما يقرب من نصف الاستثمارات النفطية الجديدة التي لم يتم تطويرها بعد إلى الربحية، مما قد يؤدي إلى زيادة إنتاج النفط الأمريكي بمقدار 17 مليار برميل. على مدى العقود القليلة القادمة.»

## دعم الوقود الحيوي
في الولايات المتحدة، تم تبرير إعانات الوقود الحيوي على الأسس التالية: استقلال الطاقة، وخفض انبعاثات غازات الاحتباس الحراري، وتحسين التنمية الريفية المتعلقة بمحطات الوقود الحيوي، ودعم دخل المزارع. وجد العديد من الاقتصاديين من جامعة ولاية أيوا أنه «لا يوجد دليل لدحض أن الهدف الأساسي لسياسة الوقود الحيوي هو دعم دخل المزرعة».

## إعانات المستهلك
المستهلكون الذين يشترون المركبات الهجينة مؤهلون للحصول على ائتمان ضريبي يعتمد على نوع السيارة والاختلاف في الاقتصاد في استهلاك الوقود مقارنة بالمركبات ذات الأوزان المماثلة. تتراوح هذه الاعتمادات من عدة مئات من الدولارات إلى بضعة آلاف من الدولارات. يمكن لأصحاب المنازل الحصول على ائتمان ضريبي يصل إلى 500 دولار للمنتجات الموفرة للطاقة مثل العزل والنوافذ والأبواب وكذلك معدات التدفئة والتبريد. يمكن لأصحاب المنازل الذين يقومون بتركيب أنظمة الطاقة الشمسية الحصول على ائتمان ضريبي بنسبة 30 ٪ ويمكن لأصحاب المنازل الذين يقومون بتركيب أنظمة طاقة الرياح الصغيرة الحصول على ائتمان ضريبي يصل إلى 4000 دولار. مضخات الحرارة الجوفية مؤهلة أيضًا للحصول على ائتمانات ضريبية تصل إلى 2000 دولار.

## الإعانات الأخرى
قدمت الحوافز الأخيرة لسياسة الطاقة، من بين أمور أخرى، مليارات الدولارات من التخفيضات الضريبية للطاقة النووية، وإنتاج الوقود الأحفوري، وتقنيات الفحم النظيف، وإنتاج الكهرباء المتجددة، وتحسينات الحفظ والكفاءة.

## تخصيص الإعانات في الولايات المتحدة

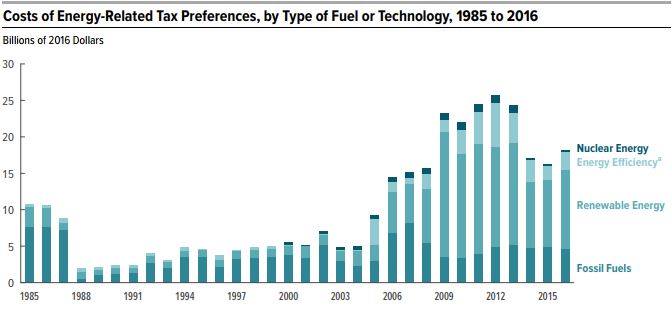
شهادة مكتب الميزانية بالكونغرس التي تم تسليمها في 29 مارس 2017 تظهر الاتجاه التاريخي للتفضيلات الضريبية المتعلقة بالطاقة

قدرت دراسة أجرتها شركة خدمات المعلومات الإدارية (MISI) الاستشارية عام 2017 إجمالي الإعانات الفيدرالية التاريخية لمصادر الطاقة المختلفة على مدار الأعوام 1950 - 2016. وجدت الدراسة أن النفط والغاز الطبيعي والفحم حصلوا على 414 مليار دولار و 140 مليار دولار و 112 مليار دولار (2015 دولار) على التوالي، أو 65٪ من إجمالي دعم الطاقة خلال تلك الفترة. استفاد النفط والغاز الطبيعي والفحم أكثر من بدلات استنفاد النسبة المئوية والإعانات الضريبية الأخرى، لكن النفط استفاد أيضًا بشكل كبير من الإعانات التنظيمية مثل الإعفاءات من ضوابط الأسعار ومعدلات العائد الأعلى من المتوسط المسموح بها على خطوط أنابيب النفط. وجد تقرير MISI أن الطاقة المتجددة غير المائية (طاقة الرياح والطاقة الشمسية بشكل أساسي) استفادت من 158 مليار دولار من الإعانات الفيدرالية، أو 16 ٪ من الإجمالي، إلى حد كبير في شكل سياسة ضريبية ونفقات فدرالية مباشرة على البحث والتطوير (R & D). استفادت الطاقة النووية من 73 مليار دولار من الإعانات الفيدرالية، 8 ٪ من الإجمالي وأقل من نصف الإجمالي المطبق على مصادر الطاقة المتجددة، بينما تلقت الطاقة المائية 105 مليار دولار من الإعانات الفيدرالية، 10 ٪ من الإجمالي. ومن الجدير بالذكر اكتشاف MISI أنه بين عامي 2011 و 2016، تلقت الطاقة المتجددة أكثر من ثلاثة أضعاف المساعدة في الحوافز الفيدرالية مثل النفط والغاز الطبيعي والفحم والنووي مجتمعة، و 27 ضعف الطاقة النووية.
في الولايات المتحدة، دفعت الحكومة الفيدرالية 145 مليار دولار أمريكي لدعم الطاقة لدعم البحث والتطوير للطاقة النووية (85 مليار دولار أمريكي) والوقود الأحفوري (60 مليار دولار أمريكي) من عام 1950 إلى عام 2016. خلال هذا الإطار الزمني نفسه، تلقت تقنيات الطاقة المتجددة ما مجموعه 34 مليار دولار أمريكي. على الرغم من أن البعض اقترح في عام 2007 أن تحويل الدعم من شأنه أن يساعد في تكافؤ الفرص ودعم قطاعات الطاقة المتنامية، أي الطاقة الشمسية وطاقة الرياح والوقود الحيوي. بحلول عام 2017 ، لم تكن هذه المصادر مجتمعة توفر 10٪ من الكهرباء في الولايات المتحدة، وأجبر التقطع، المرافق على الاستمرار في الاعتماد على النفط والغاز الطبيعي والفحم لتلبية الطلب الأساسي. العديد من «الإعانات» المتاحة لصناعات النفط والغاز هي ائتمانات فرص عمل عامة، وهي متاحة لجميع الشركات الأمريكية (على وجه الخصوص، الائتمان الضريبي الأجنبي المذكور أعلاه). قدرت قيمة الإعانات الخاصة بالصناعة (النفط والغاز والفحم) في عام 2006 من قبل مراقب ولاية تكساس بمبلغ 6.25 مليار دولار - حوالي 60 ٪ من المبلغ الذي حسبه معهد القانون البيئي. جاء رصيد الإعانات الفيدرالية، الذي قدر المراقب المالي بقيمة 7.4 مليار دولار، من الاعتمادات والخصومات المشتركة، والدفاع عن النفط (الإنفاق على احتياطي البترول الاستراتيجي، وأمن البنية التحتية للطاقة، وما إلى ذلك).
يزعم المنتقدون أن أهم أشكال الدعم للصناعة النووية لم تتضمن مدفوعات نقدية، وإنما تحويل تكاليف البناء ومخاطر التشغيل من المستثمرين إلى دافعي الضرائب ودافعي الأسعار، مما يثقل كاهلهم بمجموعة من المخاطر بما في ذلك تجاوز التكاليف، والتخلف عن السداد للحوادث، وإدارة النفايات النووية. يزعم المنتقدون أن هذا النهج يشوه خيارات السوق، والتي يعتقدون أنها ستفضل استثمارات طاقة أقل خطورة.
اقترح العديد من محللي الطاقة، مثل كلينت وايلدر ورون بيرنيك وليستر براون، أن دعم الطاقة يجب أن يتم تحويله بعيدًا عن الصناعات الناضجة والراسخة ونحو الطاقة النظيفة عالية النمو (باستثناء الطاقة النووية). كما يقترحون أن مثل هذه الإعانات يجب أن تكون موثوقة وطويلة الأجل ومتسقة، لتجنب الصعوبات الدورية التي واجهتها صناعة الرياح في الولايات المتحدة.

## دور حكومة الولايات المتحدة في تطوير صناعات الطاقة الجديدة
من الطاقة النووية المدنية إلى الطاقة المائية وطاقة الرياح والطاقة الشمسية والغاز الصخري، لعبت الحكومة الفيدرالية للولايات المتحدة دورًا مركزيًا في تطوير صناعات الطاقة الجديدة.
تعود أصول صناعة الطاقة النووية الأمريكية، التي تزود البلاد حاليًا بنحو 20٪ من الكهرباء، إلى مشروع مانهاتن لتطوير أسلحة ذرية خلال الحرب العالمية الثانية. من عام 1942 إلى عام 1945، استثمرت الولايات المتحدة 20 مليار دولار (2003 دولار) في مبادرة ضخمة للبحث النووي ونشرها. لكن إنجاز أول تجربة للأسلحة النووية في عام 1945 كان بمثابة بداية، وليس نهاية، للمشاركة الفيدرالية في التقنيات النووية. ألزم خطاب الرئيس دوايت دي أيزنهاور «الذرة من أجل السلام» في عام 1953 وقانون الطاقة الذرية لعام 1954 الولايات المتحدة بتطوير الاستخدامات السلمية للتكنولوجيا النووية، بما في ذلك توليد الطاقة التجارية.
كما تم تمكين طاقة الرياح التجارية من خلال الدعم الحكومي. في الثمانينيات، بذلت الحكومة الفيدرالية جهودًا مختلفة للبحث والتطوير لتطوير توربينات الرياح. الأول كان عبارة عن جهد «علمي كبير» من قبل وكالة ناسا ووزارة الطاقة (DOE) لاستخدام الخبرة الأمريكية في أبحاث ومنتجات التكنولوجيا العالية لتطوير توربينات رياح جديدة واسعة النطاق لتوليد الكهرباء، إلى حد كبير من الصفر. ركز جهد البحث والتطوير الثاني الأكثر نجاحًا، برعاية وزارة الطاقة، على ابتكارات المكونات للتوربينات الأصغر التي استخدمت الخبرة التشغيلية للتوربينات الحالية لإبلاغ أجندات البحث المستقبلية. أنتجت المشاريع البحثية المشتركة بين الحكومة والشركات الخاصة عددًا من الابتكارات التي ساعدت على زيادة كفاءة توربينات الرياح، بما في ذلك الشفرات الملتوية والجنيحات ذات الأغراض الخاصة. اقترن البحث والتطوير الممول من القطاع العام مع الجهود المبذولة لبناء سوق محلي للتوربينات الجديدة. على المستوى الفيدرالي، شمل ذلك الإعفاءات الضريبية وإقرار قانون السياسة التنظيمية للمرافق العامة (PURPA)، والذي يتطلب أن تشتري المرافق الطاقة من بعض مولدات الطاقة المتجددة الصغيرة بتكلفة يمكن تجنبها. ساعد كل من الدعم الفيدرالي والحكومي لتطوير توربينات الرياح في خفض التكاليف بشكل كبير، ولكن تم إيقاف الحوافز السياسية على المستوى الفيدرالي ومستوى الولاية في نهاية العقد. ومع ذلك، بعد ما يقرب من خمس سنوات من فجوة السياسة الفيدرالية في أواخر الثمانينيات، سنت الحكومة الأمريكية سياسات جديدة لدعم الصناعة في أوائل التسعينيات. واصل المختبر الوطني للطاقة المتجددة (NREL) دعمه للبحث والتطوير في توربينات الرياح، كما أطلق البرنامج المتقدم لتوربينات الرياح (AWTP). كان الهدف من AWTP هو تقليل تكلفة طاقة الرياح إلى معدلات تنافسية في سوق الولايات المتحدة. قدم صانعو السياسة أيضًا آليات جديدة لتحفيز الطلب على توربينات الرياح الجديدة وتعزيز السوق المحلية، بما في ذلك 1.5 سنت لكل كيلوواط / ساعة ائتمان ضريبي (تم تعديله بمرور الوقت للتضخم) مدرج في قانون سياسة الطاقة لعام 1992. اليوم، يأتي دعم الدعم الرئيسي لصناعة الرياح من الائتمان الضريبي الفيدرالي للإنتاج.
كان تطوير الطاقة الشمسية التجارية يعتمد أيضًا على الدعم الحكومي. وُلدت تقنية الطاقة الشمسية الكهروضوئية في الولايات المتحدة، عندما أظهر داريل تشابين وكالفين فولر وجيرالد بيرسون في مختبرات بيل لأول مرة خلية شمسية من السيليكون الكهروضوئية في عام 1954. سجلت الخلايا الأولى كفاءة بنسبة أربعة في المائة، أي أقل بكثير من الكفاءات النموذجية البالغة 25 في المائة من بعض الخلايا البلورية السليكونية اليوم. نظرًا لأن التكلفة بعيدة المنال بالنسبة لمعظم التطبيقات، كان على مطوري التكنولوجيا الجديدة البحث في مكان آخر عن سوق مبكر. كما اتضح، فإن الطاقة الشمسية الكهروضوئية لها معنى اقتصادي في قطاع واحد من السوق: الفضاء. اعتبر جيش الولايات المتحدة وسلاحها الجوي التكنولوجيا مصدرًا مثاليًا للطاقة لمشروع سري للغاية على الأقمار الصناعية التي تدور حول الأرض. تعاقدت الحكومة مع Hoffman Electronics لتوفير الخلايا الشمسية لبرنامج استكشاف الفضاء الجديد. تم إطلاق أول قمر صناعي تجاري، Vanguard I ، في عام 1958، وكان مزودًا بخلايا شمسية من السيليكون وبطاريات كيميائية. بحلول عام 1965، كانت ناسا تستخدم ما يقرب من مليون خلية شمسية كهروضوئية. لقد أتى الطلب الحكومي القوي والدعم البحثي المبكر للخلايا الشمسية ثماره في شكل انخفاضات كبيرة في تكلفة التكنولوجيا والتحسينات في أدائها. من عام 1956 إلى عام 1973، انخفض سعر الخلايا الكهروضوئية من 300 دولار إلى 20 دولارًا للواط. بدءًا من السبعينيات، مع انخفاض التكاليف، بدأ المصنعون في إنتاج الخلايا الكهروضوئية الشمسية للتطبيقات الأرضية. وجدت الطاقة الشمسية الكهروضوئية مكانة جديدة في المناطق البعيدة عن خطوط الكهرباء حيث كانت هناك حاجة للكهرباء، مثل منصات النفط ومنارات خفر السواحل. واصلت الحكومة دعم الصناعة خلال السبعينيات وأوائل الثمانينيات من القرن الماضي بجهود جديدة للبحث والتطوير تحت قيادة الرئيسين ريتشارد نيكسون وجيرالد فورد، وكلاهما جمهوريان، والرئيس جيمي كارتر، وهو ديمقراطي. كنتيجة مباشرة لمشاركة الحكومة في تطوير الطاقة الشمسية الكهروضوئية، تم تطوير 13 من أصل 14 ابتكارًا من أفضل الابتكارات في مجال الطاقة الكهروضوئية على مدى العقود الثلاثة الماضية بمساعدة الدولارات الفيدرالية، وتم تمويل تسعة منها بالكامل من قبل القطاع العام.
في الآونة الأخيرة، تم تمكين تطوير صناعة الغاز الصخري والطفرة اللاحقة في تطوير الغاز الصخري في الولايات المتحدة من خلال الدعم الحكومي. تخلل تاريخ تكسير الغاز الصخري في الولايات المتحدة التطورات المتتالية للتكسير الهيدروليكي الضخم (MHF)، والتصوير الميكروي الدقيق، والحفر الأفقي، وغيرها من الابتكارات الرئيسية التي جعلت مورد الطاقة الذي لم يكن من الممكن الوصول إليه في السابق قابلاً للاسترداد تقنيًا. على طول كل مرحلة من مراحل خط أنابيب الابتكار - من البحث الأساسي إلى البحث والتطوير التطبيقي إلى تقاسم التكاليف في المشاريع الإيضاحية إلى دعم السياسة الضريبية للنشر - ساعدت الشراكات بين القطاعين العام والخاص والاستثمارات الفيدرالية في دفع التكسير الهيدروليكي في الصخر الزيتي إلى القدرة التنافسية التجارية الكاملة. من خلال مجموعة من البحوث الجيولوجية الممولة اتحاديًا والتي بدأت في السبعينيات، والتعاون بين القطاعين العام والخاص في المشروع الإيضاحي وأولويات البحث والتطوير، ودعم السياسة الضريبية للتقنيات غير التقليدية، لعبت الحكومة الفيدرالية دورًا رئيسيًا في تطوير الغاز الصخري في الولايات المتحدة.
كشفت التحقيقات عن الدور الحاسم للحكومة في تطوير تقنيات وصناعات الطاقة الأخرى، بما في ذلك الطائرات والمحركات النفاثة والوقود الاصطناعي وتوربينات الغاز الطبيعي المتقدمة  ومحركات الاحتراق الداخلي للديزل المتقدمة.